# Cosmopolitan Twarda 2/4
Cosmopolitan Twarda 2/4, trước đây gọi là Tháp Twarda hoặc Tháp Hines, là một tòa nhà chọc trời và là một chung cư (cao 160 mét, 44 tầng)  ở trung tâm Warsaw, Ba Lan. Dự án được phát triển bởi Tacit Development Polska.
Tòa tháp bao gồm 252 căn hộ  có diện tích từ 54 đến 198 mét vuông (580 đến 2.130 foot vuông), với tổng diện tích thực của các tầng trên mặt đất lên tới 32.000 m2 (340.000 foot vuông). Bốn căn hộ penthouse được lên kế hoạch để nằm trên tầng cao nhất. Tầng trệt của nó dọc theo đường Twarda là để cung cấp không gian thương mại cho các cửa hàng và dịch vụ và tầng hầm của nó đã được thiết kế để chứa một bãi đậu xe có sức chứa khoảng 300 xe.
Các kế hoạch xây dựng đầu tiên được phát triển trên lô đất này đã được tiết lộ vào năm 2006 khi Foundation Shalom chỉ định kiến trúc sư hàng đầu Ba Lan Stefan Kuryłowicz thiết kế một tòa tháp. Ngay sau khi Quỹ buộc phải thông qua việc thiếu vốn để bán lô đất cho Tacit Development. Một thiết kế mới đã được chuẩn bị bởi kiến trúc sư người Đức Helmut Jahn. Cho đến năm 2011 Hines là nhà phát triển của chương trình, nhưng Tacit mới chính là nhà đầu tư đằng sau chương trình này, đã tiếp quản nó.
Cosmopolitan Twarda 2/4 là tòa nhà chung cư hoàn thành cao nhất ở Warsaw và thứ hai ở Ba Lan (sau Sky Tower ở Wrocław). Nó rơi xuống vị trí thứ ba sau khi sự hoàn thành của Złota 44.